# CYR61
La CYR61 (pour « cysteine-rich angiogenic protein 61 »), appelée aussi CCN1 est une protéine de la matrice extracellulaire. Elle appartient à la famille de protéines CCN. Son gène est le CYR61 situé sur le chromosome 1 humain.

## Rôles
Elle intervient dans l'embryogenèse du système cardiovasculaire, dans les processus de cicatrisation, limitant la fibrose, et dans l'inflammation,.
Elle joue un rôle essentiel dans le développement vasculaire du placenta.
Elle interagit entre autres avec plusieurs intégrines:  (αvβ3 et α6β1) permettant de favoriser l'angiogenèse,  (α6β1) pour sa fixation sur les thymocytes et les cellules épithéliales thymiques, (αMβ2) pour sa fixation sur les monocytes, (αIIbβ3) pour sa fixation sur les plaquettes.
Elle pourrait également faciliter la dissémination métastatique en interagissant avec l'intégrine αVβ5. 
CYR61 induit la prolifération des cellules épithéliales thymiques, ce qui favorise l'augmentation de la taille du stroma thymique permettant le recrutement de progéniteurs hématopoïétiques dans le thymus et par conséquent la production de lymphocytes,. 
Elle favorise la migration de monocytes dans l'athérosclérose et participe à l'activité de "patrolling"  des monocytes Ly6Clow le long des vaisseaux sanguins. 
En réponse à une inflammation des vaisseaux sanguins, CYR61 est libéré par les plaquettes circulantes et s'accumulent sur la paroi interne du vaisseau sanguin lésé, permettant le recrutement des monocytes Ly6Clow.   